# Skolskjutningen i Prag 2023
Den 21 december 2023 inträffade en skolskjutning vid Karlsuniversitetet i Prag. Vid dådet dödades femton personer och över trettio skadades innan skytten eliminerades av polis. Skjutningen ägde rum på fakulteten Filozofická fakulta Univerzity Karlovy, belägen vid Jan Palach-torget i stadsdelen Staré Město (Gamla stan). Senare under eftermiddagen efter dådet rapporterade tjeckisk media att skytten var den 24-årige filosofistudenten David Kozák från Kladno. Före dådet mördade han sin far i byn Hostouň nära Prag-Václav Havels flygplats. Motivet till dådet är ännu okänt.